# Ajnabia
Ajnabia odysseus is een plantenetende ornithischische dinosauriër, behorende tot de Euornithopoda, die tijdens het late Krijt leefde in het gebied van het huidige Marokko.

## Vondst en naamgeving
In de Office Chérifien des Phosphates-mijnen bij Sidi Chennane werden kaakfragmenten van een euornithopode gevonden. Uiteindelijk werden ze, reeds deel van een collectie, als zodanig herkend door Nick Longrich. Ze werden geprepareerd door Scott Moore-Fay.
In 2020 werd de typesoort Ajnabia odysseus benoemd en beschreven door Nicholas Longrich, Xabier Pereda Superbiola, Alexander Pyron en Nour-Edinne Jalil. De geslachtsnaam is het Arabisch voor "vreemdeling", een verwijzing naar het feit dat de soort vermoedelijk uit Europa naar Afrika geïmmigreerd is. De soortaanduiding is de naam van de Griekse held Odysseus, bekend om zijn omzwervingen over de zee.

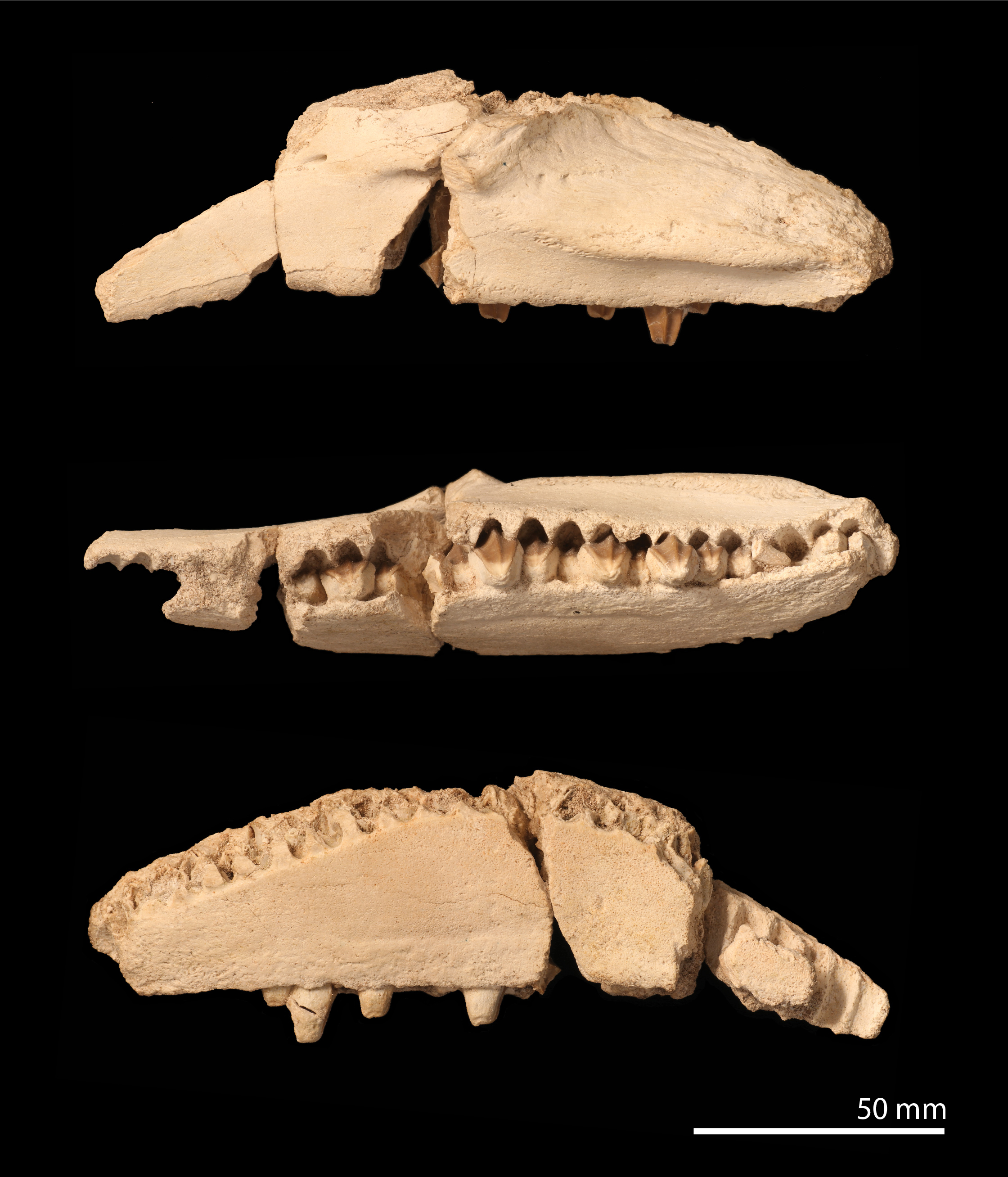
Het linkerbovenkaaksbeen

Het holotype, MHNM KHG 222, is gevonden in de bovenste Couche III-fosfaatlagen die dateren uit het laatste Maastrichtien, zevenenzestig miljoen jaar oud. Het bestaat uit een gedeeltelijke schedel. Het omvat het linkerbovenkaaksbeen met tanden, een stuk van het rechterbovenkaaksbeen en het dentarium van de linkeronderkaak. Het betreft vermoedelijk een volgroeid exemplaar.

## Beschrijving

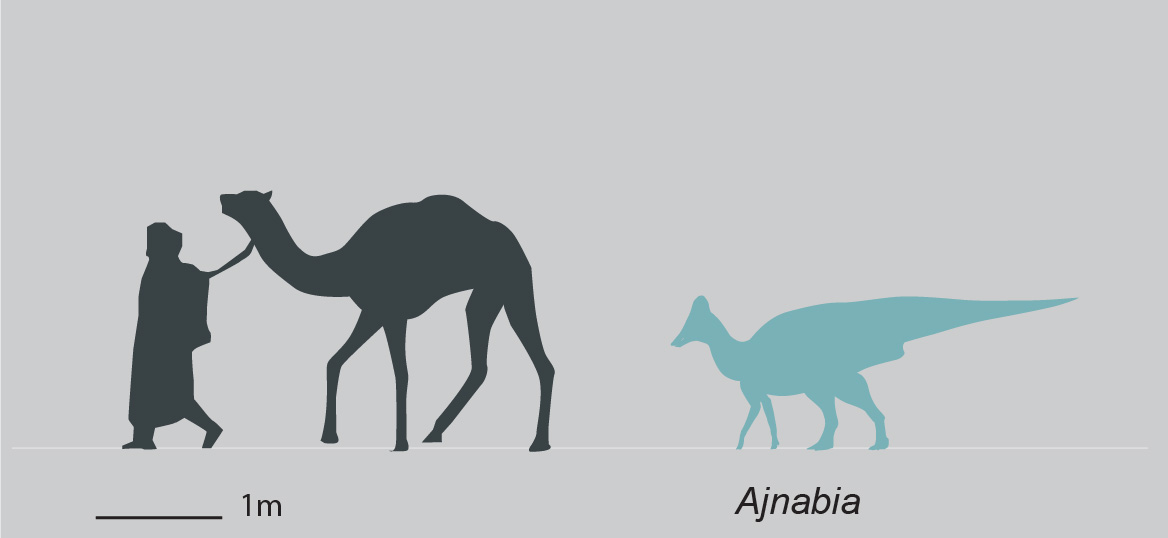
Ajnabia in grootte vergeleken met een dromedaris

Ajnabia is een relatief kleine hadrosauride. Het bovenkaaksbeen heeft een bewaarde lengte van 156 millimeter. Dit zou wijzen op een lichaamslengte van rond de twee à drie meter.
De beschrijvers wisten enkele onderscheidende kenmerken vast te stellen. Het gaat om een unieke combinatie van op zich niet unieke eigenschappen. De voorste tak van het bovenkaaksbeen hangt sterk af. Van de aderkanalen toont één een sterk vergroot foramen, onder het raakvlak met het jukbeen, terwijl er zich een tweede kleinere opening onder bevindt. Bij het bovenkaaksbeen is de richel die contact maakt met het ectopterygoïde laag geplaatst en zwak hellend ten opzichte van de beenwal die de tanden draagt. De richel die contact maakt met het ectopterygoïde is gevormd als een massieve verticaal dikke afgeronde lipvormige structuur. Deze richel is vooraan gereduceerd en raakt het raakvlak met het jukbeen niet. De maxillaire tanden hebben een naar binnen gekromde kroon, missen bijkomende richels terwijl de hoofdrichel aan de binnenzijde achterwaarts geplaatst is en de vertandingen gering in aantal zijn.
Het bovenkaaksbeen bewaart drieëntwintig tanden. Het oorspronkelijke totaal moet rond de dertig hebben gelegen.

## Fylogenie
Ajnabia werd in 2020 binnen de Hadrosauridae in de Lambeosaurinae geplaatst, in een nieuw benoemde klade Arenysaurini, samen met Europose hadrosauriden als Arenysaurus.
Ajnabia zou daarmee de eerste hadrosauride uit Afrika zijn, levend in een tijd dat een zeestraat dit continent van Europa scheidde. De beschrijvers wezen er echter op dat ook moderne grote landdieren aanzienlijke afstanden over zee kunnen afleggen, door actief te zwemmen, zich passief mee te laten voeren door stromingen of door op natuurlijke vlotten te drijven. De Lambeosaurinae zouden uit Azië via Europa naar Afrika gemigreerd zijn.